# Classic Christmas
Classic Christmas è il quarantesimo album in studio del cantante country statunitense Johnny Cash, pubblicato nel 1980.

## Tracce
1. Joy to the World (Lowell Mason, Isaac Watts) – 2:04
2. Away in a Manger (William James Kirkpatrick/Traditional) – 3:05
3. O Little Town of Bethlehem (Phillips Brooks, Lewis Redner) – 3:26
4. Silent Night  (Franz Xaver Gruber, Joseph Mohr) – 3:01
5. It Came Upon a Midnight Clear (Edmund Sears, Richard Storrs Willis) – 3:37
6. Hark! The Herald Angels Sing (Felix Mendelssohn, Charles Wesley) – 2:29
7. I Heard the Bells on Christmas Day (Jean Baptiste Calkin, Henry Wadsworth Longfellow) – 2:19
8. O Come All Ye Faithful (Frederick Oakeley, John Francis Wade) – 2:55
9. Little Gray Donkey (Charles Tazewell, Roger Wagner) – 4:11
10. The Christmas Guest (Grandpa Jones, Bill Walker) – 4:37